# Justin Holland
Justin Daniel Holland (ur. 25 września 1992) – australijski zapaśnik walczący w obu stylach. Ósmy na igrzyskach Wspólnoty Narodów w 2010 i 2022. Brązowy medalista mistrzostw Wspólnoty Narodów w 2011. Pięciokrotny medalista mistrzostw Oceanii w latach 2010 – 2019 roku.